# Carex douglasii
Carex douglasii är en halvgräsart som beskrevs av Francis M.B. Boott. Carex douglasii ingår i släktet starrar, och familjen halvgräs. Inga underarter finns listade i Catalogue of Life.

## Bildgalleri

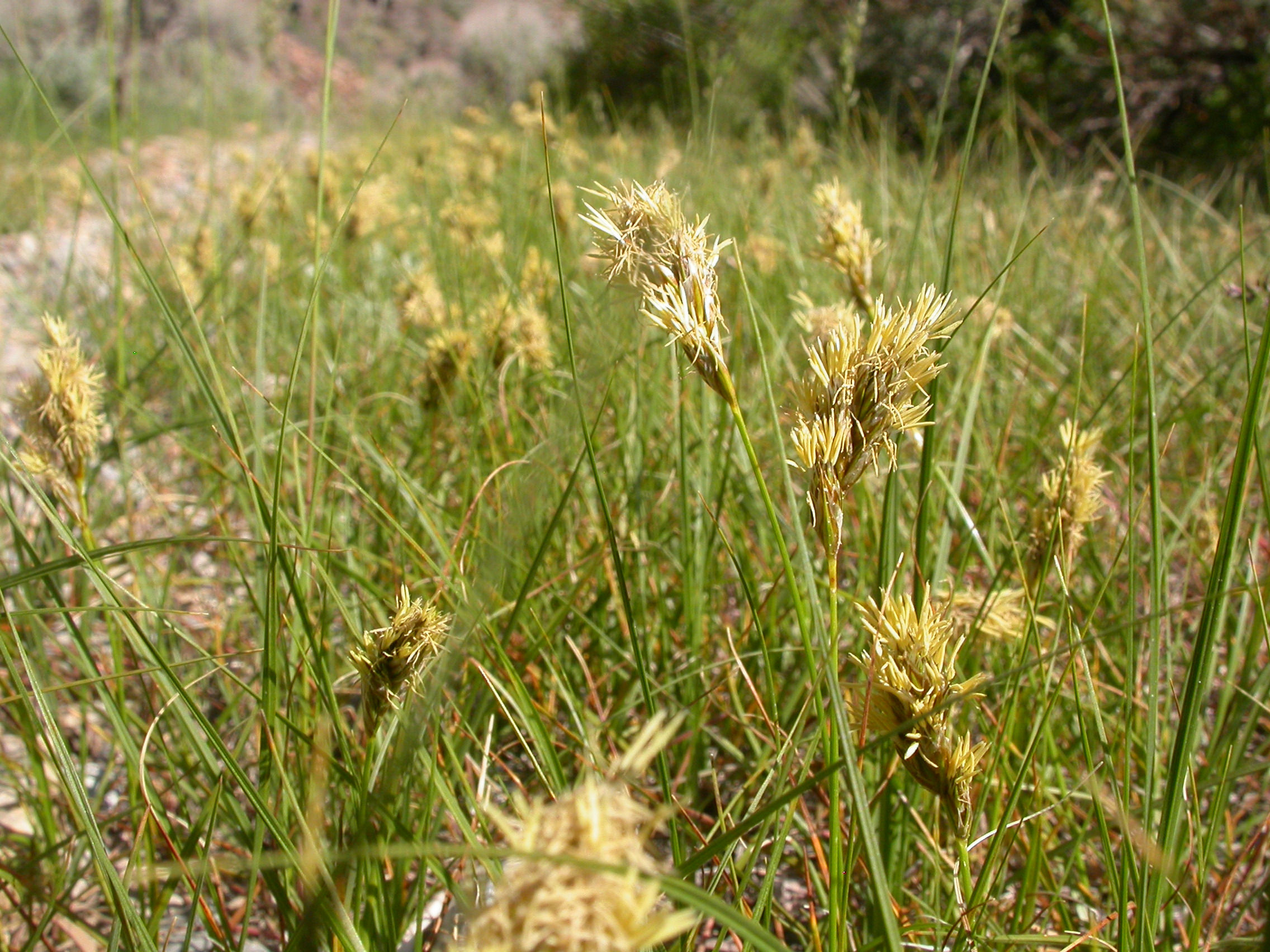
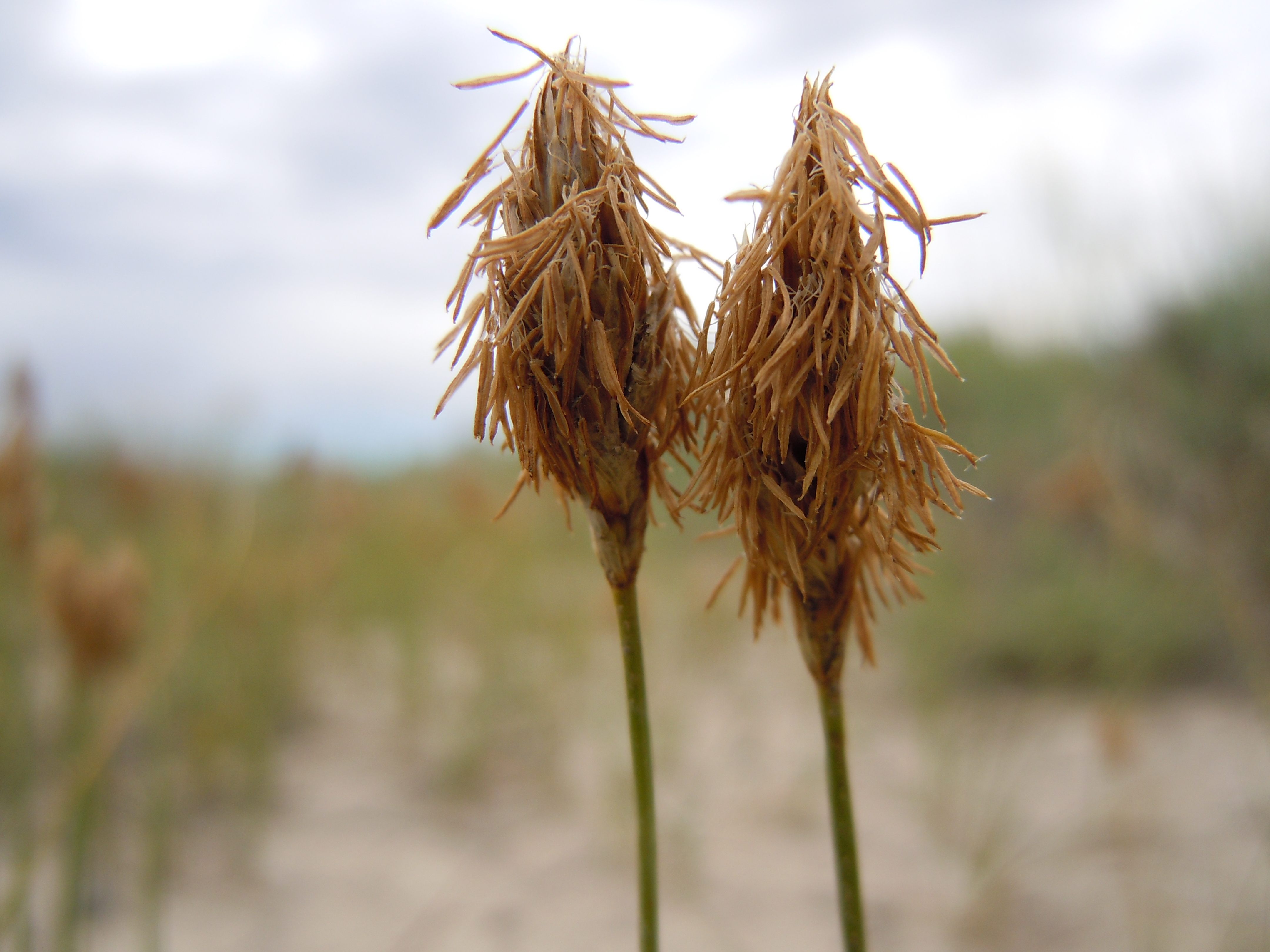
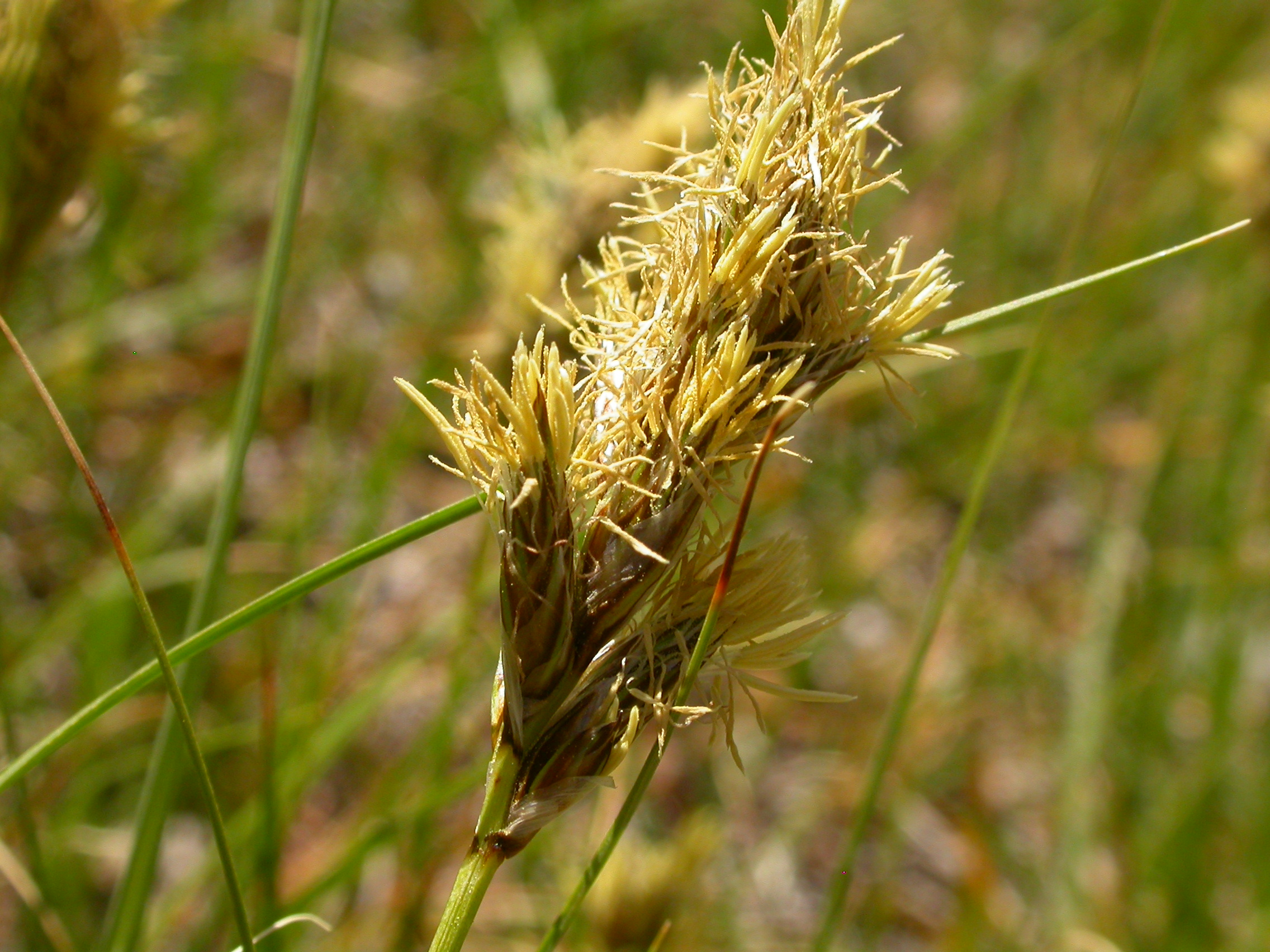
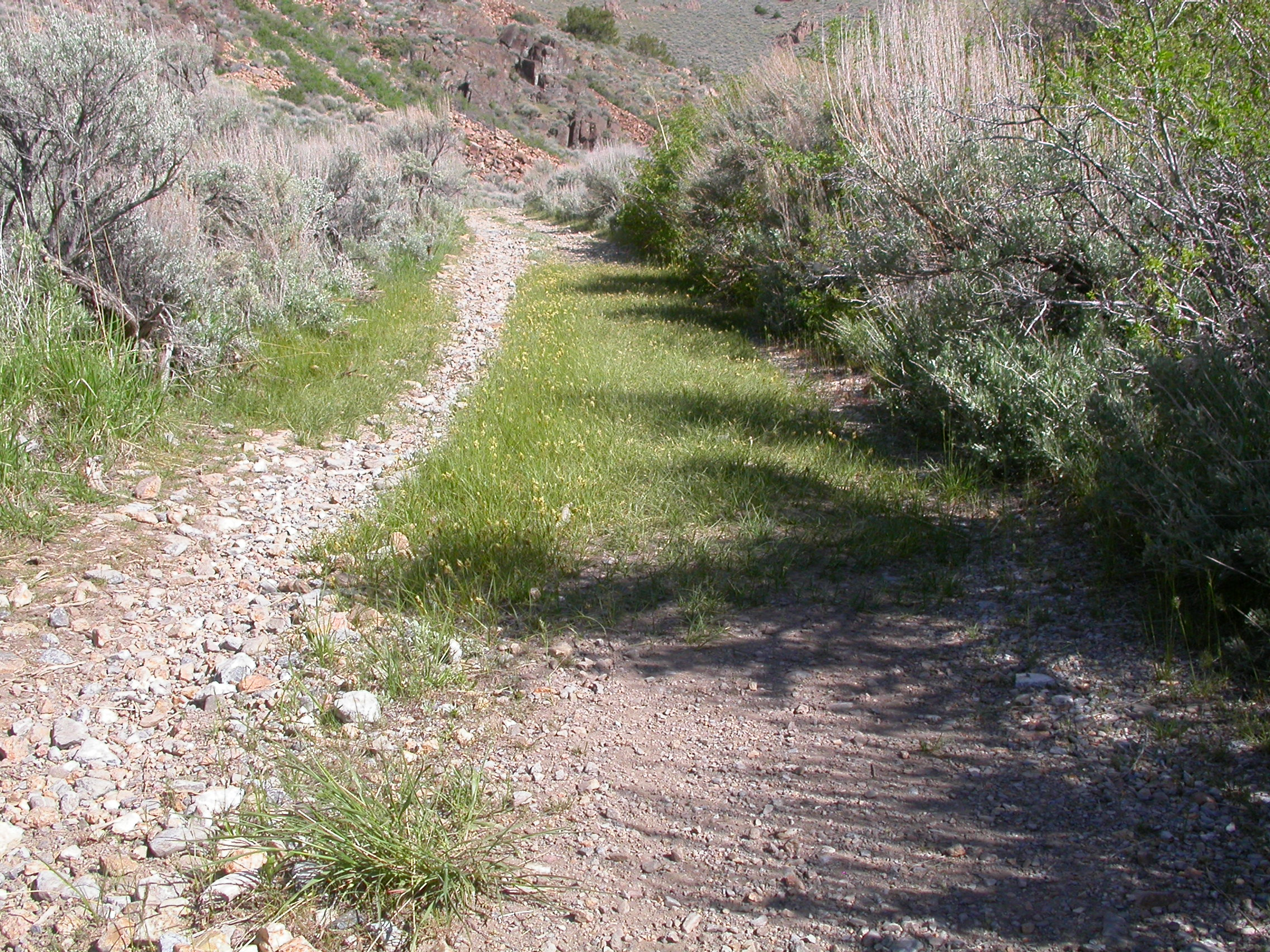
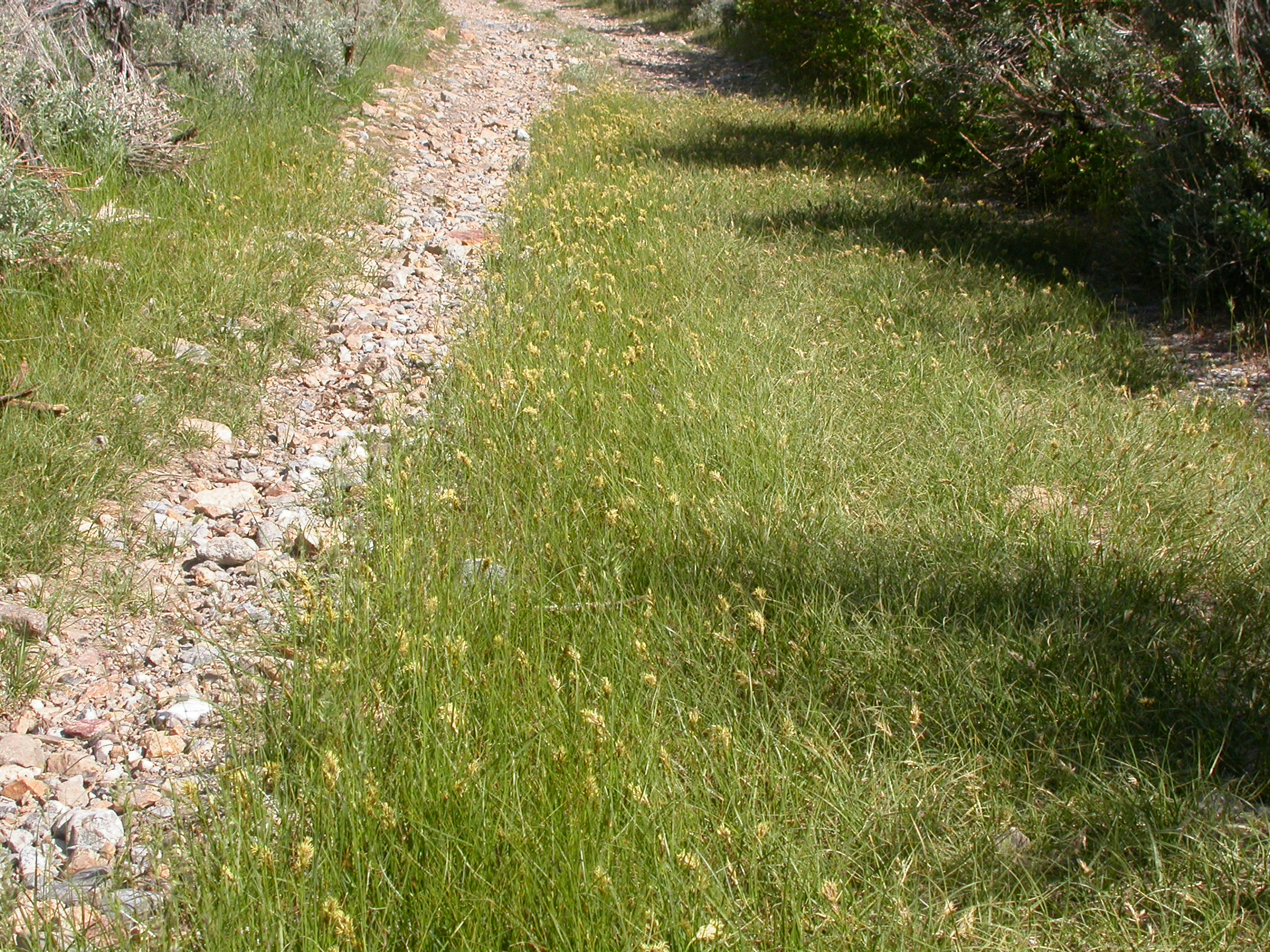